# Heitor Werneck
Heitor Werneck é um estilista, figurinista e produtor cultural brasileiro.
Produtor de moda e de eventos, foi responsável pela criação da grife Escola de Divinos que fez muito sucesso entre clubbers de todo país nos anos 90. É idealizador do Pulgueiro, evento que reúne diversas formas de expressões artísticas, como moda, música, design, artes e filmes - um evento multimídia e multicultural  realizado em parceria com o município e o estado de sp. A partir de janeiro de 2010 reinaugurou sua grife "Escola de Divinos", abrindo uma loja na Rua Augusta em São Paulo.
Paralelamente, mantém uma festa/evento com o nome de Projeto Luxúria que uma vez por mês reúne um público bastante variado e descolado em uma casa noturna onde a regra é se divertir. O detalhe da festa é que, além de haver um "dress code", isto é, roupas que representem o seu fetiche sexual ou comportamental e a cada edição os participantes são convidados a variar com seu estilo sobre uma proposta de temas.

## Trabalhos dos quais participou enquanto figurinista

### Na TV Globo
- Angelmix
- A Viagem[6]
- Cara ou Coroa
- Casseta e Planeta[6]
- Chico Anysio Show[6]
- Malhação[6]
- Pecado Capital[6]
- Sai de Baixo[6]
- Vamp[6]

### Outras emissoras
- Confissões de Adolescentes - TV CULTURA
- O Castelo do Terror - TV Manchete
- Mara Maravilha - TV Record

### Bandas e clipes
- Banda Clone
- Banda Golpe de Estado
- Banda Rouge
- Exalta Samba
- Jota Quest
- Laura Finochiaro
- Negritude JR
- O Rappa
- Os Virgulóides
- Clipe" Ninfa" - Paulo Ricardo e RPM
- Clipe "Todas as mulheres do Mundo" - Rita Lee